# Donacaula niloticus
Donacaula niloticus is een vlinder uit de familie grasmotten (Crambidae). De wetenschappelijke naam is voor het eerst geldig gepubliceerd in 1867 door Zeller.
De soort komt voor in Europa.